# Deka
Deka (da) (z gr. δέκα [deka] oznaczającego dziesięć) – przedrostek jednostki miary oznaczający mnożnik 10 = 101. Przed wprowadzeniem w Polsce układu SI w 1966 roku funkcjonował skrót dk. Przedrostek ten (podobnie jak decy) jest stosowany dość rzadko w porównaniu z niektórymi innymi przedrostkami jednostek miary. Przykładowo, używany jest wraz z niutonem jako daN do oznaczania ciężaru z przyczyn praktycznych, bowiem 1 daN odpowiada w przybliżeniu 1 kG (kilogram-siła).
Deka funkcjonuje też jako potoczny skrót jednostki masy dekagram (również w krytykowanym wariancie deko).

## Najczęstsze zastosowania
- 1 dag (dekagram) = 10 g (gramów)
- 1 daM (dekamired) = 10 M (miredów)